# USS LST-982
O USS LST-982 foi um navio de guerra norte-americano da classe LST que operou durante a Segunda Guerra Mundial.